# Favia

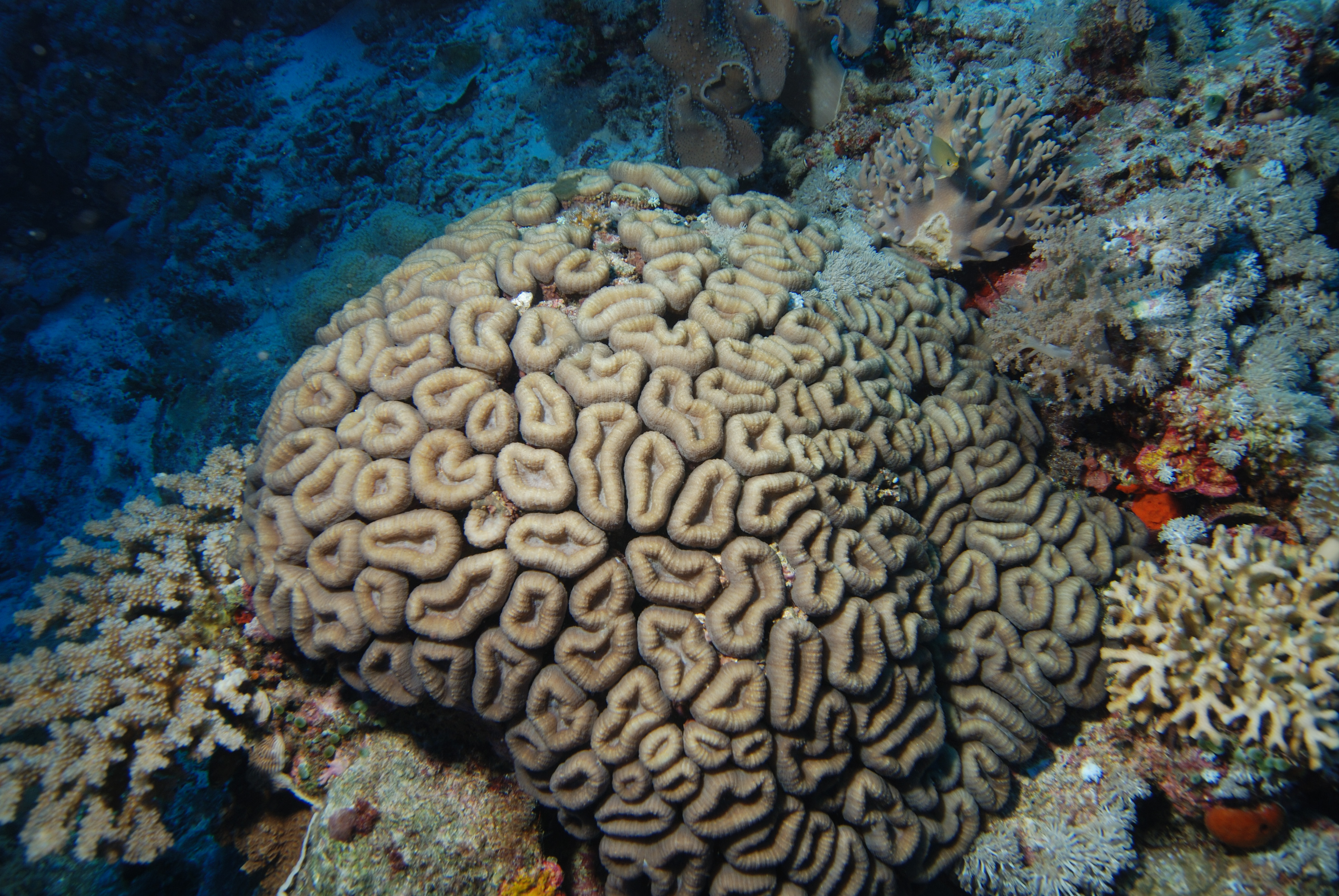

Favia es un género de corales de la familia Mussidae. Pertenece al grupo de los corales hermatípicos, del orden Scleractinia. 

## Especies
El Registro Mundial de Especies Marinas acepta actualmente 2 especies, reclasificando las aceptadas hasta ahora en el género:

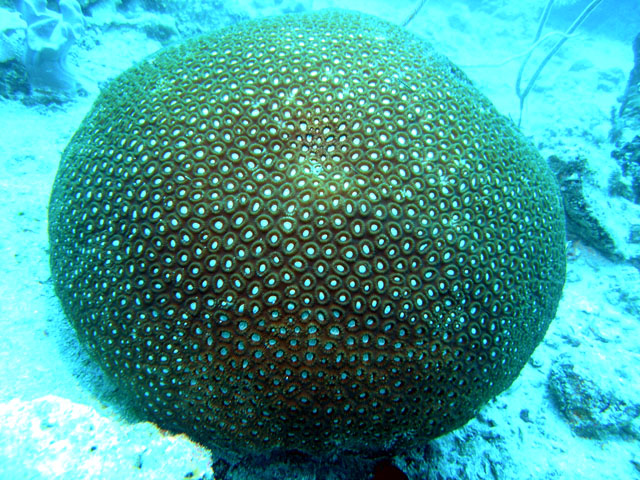
Favia en Palaos

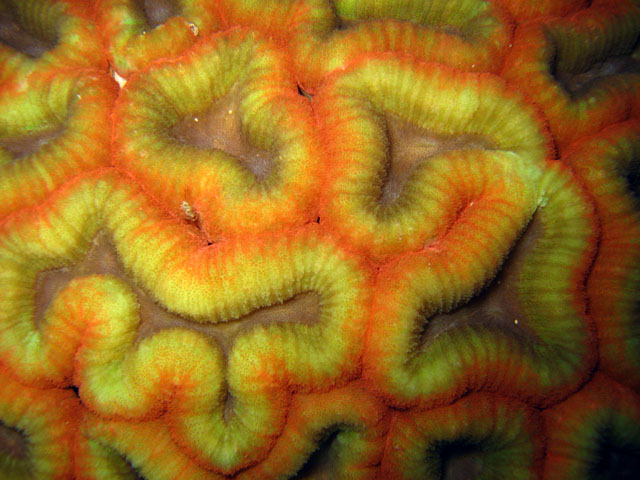

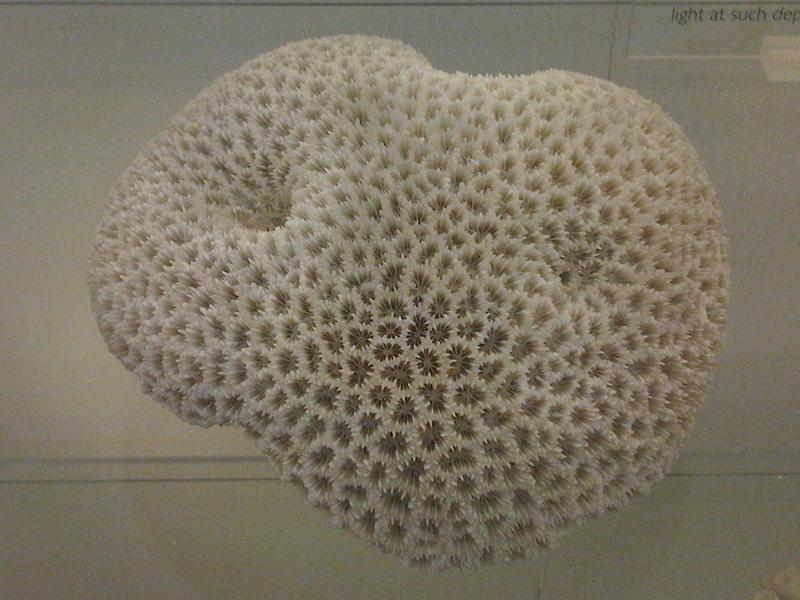
Esqueleto de Favia en el Museo de Historia Natural, Londres

- Favia fragum. (Esper, 1795)
- Favia gravida. Verrill, 1868

## Morfología
Los corales Favia forman colonias masivas, tanto horizontales como esféricas. Cada coralito, o esqueleto individual de cada pólipo, se proyecta ligeramente sobre la superficie de la colonia y tiene su propio muro. Los coralitos hijos se forman por división intratentacular. Los pólipos se extienden sólo durante la noche y tienen un círculo simple de tentáculos, cuyo extremo suele estar coloreado en otro tono. Puede contraer rápidamente los pólipos si es tocado por otro organismo. También posee tentáculos "barredores" que presentan unas células urticantes denominadas nematocistos, empleadas en la caza de presas de plancton.
La gama de colores abarca la práctica totalidad, siendo más común el verde. 

## Hábitat y distribución
Viven en arrecifes localizados en los mares tropicales (a una latitud situada entre 30ºN y 20ºS) en zonas cercanas a las costas. Mayoritariamente se encuentran en fondos rocosos, en aguas túrbias y de poca calidad, por lo que su mantenimiento en cautividad es relativamente fácil, comparado con otros corales duros. 
Se distribuyen en el océano Atlántico, desde el golfo de México hasta Brasil, en las costas occidentales de África, y en Mozambique.

## Alimentación
Contienen algas simbióticas llamadas zooxantelas. Las algas realizan la fotosíntesis produciendo oxígeno y azúcares, que son aprovechados por los pólipos, y se alimentan de los catabolitos del coral (especialmente fósforo y nitrógeno). Esto les proporciona entre el 75 y el 95% de sus necesidades alimenticias. El resto lo obtienen atrapando plancton y materia orgánica disuelta en el agua.

## Reproducción
Se reproducen asexualmente mediante gemación, y sexualmente, lanzando al exterior sus células sexuales. En este tipo de reproducción, la mayoría de los corales liberan óvulos y espermatozoides al agua, siendo por tanto la fecundación externa.  Los huevos una vez en el exterior, permanecen a la deriva arrastrados por las corrientes varios días, más tarde se forma una larva plánula que cae al fondo, se adhiere a él y se transforma en pólipo, comenzando su vida sésil y secretando carbonato cálcico para conformar un esqueleto, o coralito. Posteriormente, el pólipo se reproduce por gemación, dando origen a la colonia coralina.

## Mantenimiento
Su mantenimiento en cautividad es relativamente fácil, comparado con el resto de corales duros. Al poder provenir de diferentes hábitats y profundidades, habrá que probar su ubicación en el acuario. En principio se ubicará sobre rocas, la arena puede producirle irritaciones.
La iluminación deberá ser de moderada a fuerte, y la corriente, de suave a moderada, ya que una corriente fuerte puede evitar la expansión de los pólipos.
Conviene vigilar el nivel de calcio con frecuencia debido a su alto consumo.
Al tener tentáculos "barredores" para la caza, deberemos dejar espacio a su alrededor, ya que, de lo contrario, dañará a los corales vecinos.